# Peter Hain
Peter Gerald Hain, Baron Hain (Nairobi, Protectoraat Kenia, 16 februari 1950) is een Brits politicus van de Labour Party. Hij was van 2005 tot 2007 waarnemend Premier van Noord-Ierland. Voor zijn politieke carrière was Hain een mensenrechtenactivist die streed tegen Apartheid.
- Gemeinsame Normdatei: 119528584
- International Standard Name Identifier: 0000 0000 8386 965X
- Library of Congress Control Number: n50019752
- Nationale Bibliotheek van Israël: 987007462746005171
- Nationale Bibliotheek van Polen: a0000002307933
- Nederlandse Thesaurus van Auteursnamen: 072229187
- Système universitaire de documentation: 074268880
- Virtual International Authority File: 60322859
- WorldCat: E39PBJcKJgB3Hc9YfbpWfPY9Dq